# Кипелов, Валерий Александрович
Вале́рий Алекса́ндрович Кипе́лов (род. 12 июля 1958, Москва) — советский и российский рок-музыкант, певец, композитор, автор песен; заслуженный артист Российской Федерации (2023). Известен как один из основателей и первый вокалист рок-группы «Ария» с 1985 по 2002 год. С 2002 года возглавляет собственную группу «Кипелов». Лауреат премии «RAMP» 2007 года в номинации «Отцы рока». Лауреат премии Министерства обороны Российской Федерации в области культуры и искусства за 2023 год.

## Биография

### Ранние годы
Родился в 1958 году в посёлке городского типа Капотня. В школьные годы учился в музыкальной школе, которую окончил по классу баяна. Свои первые шаги в музыке сделал в ВИА «Крестьянские дети», который выступал преимущественно на праздниках и свадьбах. После окончания школы продолжил обучение в техникуме автоматики и телемеханики.
С 1978 по 1980 год проходил военную службу в рядах Советской армии сначала в Ярославской области в учебной роте, а потом в Нижнем Тагиле-39 в РВСН в звании сержанта в роте связи. Там же принимал участие в музыкальной самодеятельности, выступая с песнями перед офицерами и на праздниках.
После армии, в 1980 году Кипелов вошёл в состав ансамбля «Шестеро молодых», где также состояли Николай Расторгуев, позже лидер группы «Любэ», и Сергей Черняков, в будущем барабанщик группы «Альфа» и группы «Черный Кофе». В сентябре 1980 года Кипелов и Расторгуев продолжили карьеру в ВИА «Лейся, песня», куда влился весь состав ВИА «Шестеро молодых». Сохранились записи песен «Мама» и «Каратэ» с Николаем Расторгуевым. Но в 1985 году ВИА не сдал государственную программу, и ансамбль закрылся. Кипелов перешёл в ВИА «Поющие сердца», продюсером которых являлся Виктор Яковлевич Векштейн.

Валерий Кипелов в интервью журналу Босс:

Я и Расторгуев искали работу, и в один прекрасный день мне позвонил Векштейн, полагаю, с подачи техников, которые ещё раньше перешли из нашего ВИА в «Поющие сердца». Кстати, мы пришли к Векштейну вдвоём с Николаем, как ходили ещё на несколько прослушиваний до этого — друзья же должны выручать друг друга. Но Векштейн сказал: «Мне нужен один вокалист, а не два» и взял в конце концов меня… В то время на базе ВИА «Поющие сердца» уже существовала группа молодых музыкантов — без названия: бас-гитарист Грановский, барабанщик Львов, клавишник Покровский и гитарист Сергей Потемкин… Володя Холстинин пришёл на прослушивание через неделю после меня по рекомендации Грановского.

Когда участники «Поющих сердец» Владимир Холстинин и Алик Грановский начали создавать хеви-метал проект, Кипелов присоединился к ним, будучи вокалистом «Поющих сердец».

### Кипелов в группе «Ария»
В 1985 году как вокалист участвовал в записи первого студийного альбома «Мания величия». Материал, выпущенный самиздатом на магнитной кассете, представлял собой традиционный хеви-метал в духе модных в то время английских и американских групп типа «Iron Maiden» и «Black Sabbath». Лирическая баллада «Мечты» для этого альбома была написана Кипеловым. Этот альбом был включён в сводку 100 магнитоальбомов советского рока.
Уже вокалистом участвовал в первом концерте с названием «Ария» в ДК МАИ 5 февраля 1986 года, на разогреве у самих себя в качестве «Поющих сердец». В том же 1986 году группа, уже сольно, приняла участие в фестивалях: в мае на «Литуанике-86» и 7-8 июня на «Рок-панораме-86». Там группа была встречена одобрительно и завоевала несколько премий: на первом приз «за профессионализм», а на втором — сразу два («за техническое обеспечение» и «за лучшие антивоенные композиции»[12]). Фрагмент выступления на «Рок-панораме-86» с песней «Тореро» был включён в очередной, «музыкальный» выпуск телепрограммы «Весёлые ребята»[13]. Это стало первым появлением «Арии» на советском телевидении.
В 1986 году был записан второй альбом группы Ария «С кем ты?», в этом альбоме лирическая баллада «Без тебя» была написана Кипеловым совместно с Андреем Большаковым. Этот альбом стал последним в составе Андрей Большаков, Алик Грановский, Покровский, Кирилл и Игорь Молчанов. Конфликт Грановского и Большакова с Векштейном приводят к расколу группы. Большаков, Грановский, Молчанов и Покровский после последнего концерта в спорткомплексе «Дружба» уходят. Ушедшие создают группу «Мастер»[17]. В 2007 году группа «Мастер» провела юбилейный концерт «XX лет», на котором воссоединился состав Кипелов — Большаков — Грановский — Покровский и были исполнены все песни этого альбома и песня «Тореро».
В 1987 году по итогам хит-парада «ZD Awards» — Кипелов вошёл в десятку на звание «лучший певец года» (6 место), группа «Ария» входит в десятку на звание «лучшая группа года» (7 место), а их песня «Воля и разум» в десятку на звание «лучшая песня года» (6 место)
В 1987 году, под руководством Виктора Векштейна остались лишь Кипелов и Холстинин. Последний привёл своего друга Виталия Дубинина в новый состав. Также группу пополнили Сергей Маврин и Максим Удалов. В 1987 году новый состав Арии записал альбом, который первоначально должен был называться «На службе силы зла». Это был первый альбом, выпущенный государственным монополистом — фирмой грамзаписи «Мелодия», поэтому в него были внесены значительные изменения: альбом был переименован в «Герой асфальта» и обложка изменена соответственно, некоторые тексты подвергнуты цензуре. В этом альбоме Кипеловым была написана песня «Мёртвая зона». Тираж третьего альбома на виниле составил более 1 500 000 экземпляров и разошёлся за несколько месяцев. Диск считается одним из лучших в истории группы, его часто включают в число «классических» для «Арии».
В 1987—1988 г.г. «Ария» совершала гастрольный тур по всему СССР. 13 декабря 1987 года выступает на «Рок-панораме-87», после чего отправляется в первую поездку за рубеж, в Германию, где выступает на фестивале «Дни Стены» в Берлине. Газеты называют Арию «русским Iron Maiden» и «казаками с гитарами».
В 1988 году произошёл очередной раскол группы, настроенной против своего менеджера. Холстинин и Дубинин, настроенные на уход от Векштейна, демонстрируют Кипелову и Маврину свои наработки для нового альбома. Кипелов, по собственным словам, решает не разваливать группу, в результате музыканты в полном составе уходят к новому менеджеру, Юрию Фишкину, который параллельно продолжает работать с группой «Автограф». Максим Удалов покидает «Арию», вместо него приглашают Александра Манякина.
В 1989 году «Ария» выпускает четвёртый альбом «Игра с огнём». Тираж альбома на грампластинках составил 835 000 экземпляров. Так как Виктор Векштейн сохранил формальные права на название, группа выступает как «Ария-89». Однако Виктор так и не предъявил группе претензий на название, а через год погиб.
В 1991 году группа выпускает пятый альбом «Кровь за кровь». В этом альбоме Кипелов записывает песни «Следуй за мной!» и совместно с Виталием Дубининым лирическую балладу «Всё, что было». Бэк-вокалистом для песни «Всё, что было» была приглашена солистка группы «Мираж» Екатерина Болдышева
В 1992 году Кипелов исполнил партию Симона Зилота в русскоязычной постановке знаменитой рок-оперы «Иисус Христос — суперзвезда», а также помогал в записи бэк-вокала в альбоме «Talk of the Devil» группы «Мастер». В 1993 помогал в записи бэк-вокала и вокала для сборника «Monsters of Rock USSR» в песне «We’ll Be Back». В 1994 для сборника «Russian Metal Ballads vol.1» были записана композиция «Второе Пришествие» группы Кантор и «Heart Of The Spring» группы «Adolf Castle». В их записи принимал участие Кипелов, выступив как бэк-вокалист. Позже вышел диск «Adolf Castle» «Really Crazy Germans» с этой песней, Кипелов на обложке указан как Valery Kipelov.
В сентябре 1994 года группой был совершён двухнедельный тур по Германии в семи городах, включая выступление в берлинском Hard Rock Cafe. В 1994 году у Кипелова появляются разногласия с Холстининым. Из-за отсутствия гастрольной деятельности и возникших финансовых проблем Кипелов работал ночным сторожем. Чтобы зарабатывать профессионально, Кипелов выступает вместе с группой «Мастер» в недавно открывшихся ночных клубах. Кипелов и Маврин несколько месяцев выступали вдвоём с программой «Назад в Будущее» с кавер-версиями песен иностранных рок-групп (Slade, Black Sabbath и др.), а также песнями «Арии». Существует бутлег одного из таких концертов. Но альбом так и не был официально издан. Холстинин, зарабатывавший на жизнь разведением и продажей аквариумных рыбок, воспринимает такой поступок Кипелова как уход из группы, из-за чего запись нового альбома начинается с Алексеем Булгаковым. Сергей Маврин заявляет, что он не видит перспектив успеха без Кипелова, и покидает группу.
В 1995 году в «Moroz Records» посчитали, что после длительного перерыва очередной альбом «Арии» будет коммерчески успешным только при условии, что петь в нём будет Кипелов. По официальной версии, владелец компании Александр Морозов пригрозил музыкантам финансовыми санкциями за срыв контракта, после чего летом 1995 года Кипелов записал вокальные партии для нового альбома «Арии» «Ночь короче дня», вышедшего в сентябре 1995 года. В этот альбом вошли песни записанные Кипеловым — «Зверь» и лирическая баллада «Возьми моё сердце».
В 1996 выступил в роли вокалиста группы «Мастер» на фестивале «Поколено-96», заменив гастролирующего Михаила Серышева. Одна из песен, спетая Кипеловым, называлась «Вокруг света за 20 минут» и вышла на компакт-диске «Поколено-96».
Одновременно с работой в «Арии» в 1997 году Кипелов и Маврин записывают сольный альбом «Смутное время», в него вошли 10 песен, в том числе и не свойственные для стиля «Арии». Впоследствии группа Маврина «Маврин», основанная на следующий год, исполняла песни из этого альбома.
В 1998 году Ария выпустила свой седьмой альбом «Генератор зла», первый альбом, в который вошли песни нового гитариста группы Сергея Терентьева, пришедшего на смену Сергею Маврину. Кипелов написал для этого альбома две песни — «Грязь» (совместно с Терентьевым), на которую был снят клип, и лирическую балладу «Закат».
С 1999 года «лицом» группы становится Кипелов, дававший интервью от имени всего коллектива. В 2001 году Ария выпустила альбом «Химера», на обложке которого впервые появляется талисман группы — Жорик, придуманный художником Лео Хао. В поддержку альбома Ария провела тур с участием Удо Диркшнайдера в качестве гостя. Для этого альбома Кипелов записывает песни «Химера» и «Путь в никуда». Группа стала хедлайнером фестиваля «Нашествие-2001», где выступала вместе с симфоническим оркестром «Глобалис» Константина Кримца, дирижёра, известного оригинальной внешностью и экспрессивным поведением, подходящими для рок-шоу.
В конце 2001 года напряжение во взаимоотношениях между музыкантами нарастало. По словам Кипелова, нездоровая атмосфера в группе была уже во время записи альбома «Химера», где каждый автор записывал и сводил свои песни отдельно:

Валерий Кипелов в интервью журналу «FUZZ»:

Конфликт зрел уже давно, в основном трения были личного характера. Последней каплей лично для меня стал альбом «Химера» (2001). Если раньше мы занимались совместным творчеством, то здесь пошло четкое разделение: каждый работал над своим материалом, даже сводил свои песни каждый сам. Да и время поджимало, поскольку предыдущий альбом был выпущен в 98-м году. А после «Химеры» поступило предложение сразу же записывать следующий альбом, к чему лично я был не готов. Отношения были подорваны очень сильно, а заниматься творчеством в состоянии, когда нет понимания друг друга, невозможно. Я хотел подождать, пока отношения наладятся….

Он предложил Дубинину и Холстинину на время приостановить деятельность группы и заняться сольным творчеством. Кипелова поддерживают гитарист Сергей Терентьев, ударник Александр Манякин и менеджер группы Рина Ли. По словам Кипелова, музыканты договорились, что бренд «Ария» не достанется никому, Кипелов и его команда назвали свой коллектив по фамилии лидера. Остальные участники — Холстинин и Дубинин — собирались назвать свой коллектив, как и последний совместный альбом, «Химера», но спустя короткий срок решили вернуться к названию «Ария», поскольку они сохранили на него авторские права. Последним релизом старого состава был альбом редких треков и каверов «Штиль». В июле-августе прошёл прощальный тур группы «Зелёная миля». После финального концерта 31 августа 2002 года в Лужниках, который получил название «Судный день» —
Кипелов, Терентьев и Манякин покинули «Арию». Холстинин предпринял в сентябре попытку вернуть Кипелова в группу, Кипелов приходил в студию на переговоры, но отказался воссоединяться без Терентьева и Манякина, которые не были приглашены:

Валерий Кипелов в интервью журналу Босс:
Да, но я хотел бы сказать несколько слов о последних переговорах. Пригласили одного меня — ни Терентьева, ни Манякина не посчитали нужным позвать: они, мол, отрезанные ломти. Мне не очень нравится такой подход. Я всегда считал, что надо собраться всей группой и честно поговорить, выяснить наши отношения.
Это первое. Второе. Между нами до последнего времени было соглашение, что ни одна из групп не берет название «Ария». Их проект «Химера» не я же придумал, подобное прямо вытекало из наших договорённостей…
Теперь меня ставят перед фактом, что есть группа «Ария» и я должен определиться, работаю в ней или нет. Но ведь наши поклонники прекрасно понимают, что ни мы, ни они — не «Ария». Другая сторона этого понять, к сожалению, не хочет.
.

#### После раскола
Спустя несколько лет конфликт между музыкантами сгладился и Кипелов продолжил принимать гостевое участие в юбилейных концертах группы и издаваться на сборниках «Арии».
3 апреля в Москве и 8 ноября 2008 года в Санкт-Петербурге Кипелов совместно с Сергеем Мавриным принял участие в концерте группы «Ария», посвящённом 20-летию альбома «Герой асфальта», эти выступления сформировали концертный альбом «Герой асфальта XX лет».
В 2010 году 20 ноября в Санкт-Петербурге, 27 ноября в Москве и 11 декабря в Екатеринбурге Кипелов принял участие в юбилейных концертах, посвящённых 25-летию группы. На концерте певец исполнил в том числе несколько композиций дуэтом со вторым вокалистом Арии Артуром Беркутом, а совместная композиция «Замкнутый круг» позже была представлена как интернет-сингл.
В 2011 году вокалист Артур Беркут покинул Арию. Позже Виталий Дубинин признался, что во время пребывания Беркута в группе вёл тайные повторные переговоры с Кипеловым о его возвращении в Арию, однако тот ответил отказом, заявив, что у него есть своя группа «Кипелов» и покидать её он не собирается.
28 ноября 2015 года Кипелов в московском клубе «Stadium Live» выступил на концерте, посвящённом 30-летию группы «Ария», исполнив следующие песни: «Раскачаем этот мир», «1100», «Баллада о древнерусском воине», «Улица Роз», «Осколок льда», «Бой продолжается», «Тореро», «Следуй за мной», «Грязь», «Герой асфальта» и «Дай жару». Эти выступления вошли в концертный альбом «30 лет! Юбилейный концерт».
Песни, написанные при участии Кипелова вошли в том числе в трибьюты, посвящённые группе «Ария», вышедшие уже после ухода Кипелова. Так в трибьют A Tribute to Ария. XXV (2010) вошли композиции «Возьми моё сердце», «Всё, что было», «Грязь» и «Химера». Инструментальная версия композиции «Возьми моё сердце» вошла в трибьют Aria (2010), записанный группой Symfomania. В «Internet Tribute to Ария. XXV. Дай руку мне» (2011) вошли композиции «Без тебя» и «Всё, что было». В 2015 году группа Aella, записали трибьют «Мания величия 30 лет спустя», куда вошла композиция «Мечты».
Из вышедших после раскола сборников Арии с участием Кипелова можно отметить «Беспечный ангел» (2004), «Все клипы» (2008) и «30 (1985—2015)», изданный в 2016 году. На видеосборнике «Все клипы» 9 из 13 вошедших клипов сняты при участии Кипелова.
В 2020 году исполнилось 35 лет группе «Ария». К этой дате Виталий Дубинин и Владимир Холстинин выпустили серию видео «Через все времена», в которых дали свой взгляд на историю группы и причины раскола коллектива в 2002 году. В ответ Кипелов записал два получасовых видео, где со своей точки зрения рассказал про те же события.

### Группа «Кипелов»
1 сентября 2002 года Кипелов, Сергей Терентьев и Александр Манякин образовали группу «Кипелов». В неё также вошли Сергей Маврин (также бас-гитарист группы «Маврин») и Алексей Харьков. В 2002 исполнил песню «Чужой» совместно с Сергеем Галаниным, лидером группы «СерьГа».
Группа сразу же в этом составе отправилась в тур «Путь наверх», исполняя композиции из альбома «Смутное время» и некоторые песни «Арии» (по большей части, написанные участниками группы), в 2003 году после этого тура группа Кипелов выпустила первый двойной концертный альбом, а также DVD и VHS под названием «Путь наверх». Особую популярность снискала песня «Я свободен», ставшая главным «хитом» группы, эта баллада возглавляла хит-парады «Чартова дюжина» и «MTV Россия» top-20. В 2004 году коллектив получил престижную премию «MTV Russia Music Awards» в номинации «Лучшая рок-группа».
В 2005 — запись композиции «Черный Ангел (Талисман)», для кинофильма «Бегущая по волнам». В 2005 году вышел первый номерной альбом группы — «Реки времён». Но к моменту его выхода группу покинули Сергей Терентьев и Сергей Маврин, некоторое время в группе сессионно играл Виктор Смольский из немецкой группы «Rage».
В 2006 году Кипелов совместно с Дмитрием Борисенковым, вокалистом группы «Чёрный Обелиск», записал композицию «Когда-нибудь», вошедшую в макси-сингл «Когда-нибудь».
В 2007 году Кипелов был награждён премией «RAMP» в номинации «Отцы рока». В этом же году участвовал в записи альбома «Династия посвящённых», (проект рок-поэтессы Margenta), где засветились многие знаменитые вокалисты и музыканты: Сергей Терентьев, Анатолий Алёшин, Артур Беркут, Кирилл Немоляев, Алексей Харьков. В этом альбоме Кипелов исполнил композицию «Никто», в одной из записей — дуэтом с Артуром Беркутом. 28 апреля 2007 года Кипелов участвовал в юбилейном концерте, посвящённом двадцатилетию группы «Мастер», где исполнил 7 песен. Компакт-диск «XX лет» с записью этого концерта вышел в 2008 году. 18 и 20 октября 2007 года в Москве в ДС «Лужники» и в Санкт-Петербурге в Ледовом дворце прошли юбилейные концерты группы «Кипелов», посвящённые 5-летию группы, после чего 10 июля 2008 года вышел концертный альбом «V лет». За этот концерт группа удостоилась специального приза музыкальной премии «Рекордъ» в номинации — «За лучший живой концерт 2007 года».
13 сентября 2008 года Кипелов принял участие в концерте, посвящённом 10-летию группы «Маврин», где исполнил несколько композиций, в том числе дуэтом с Андреем Лефлером и Артуром Беркутом.
1 марта 2011 года был выпущен второй альбом группы под названием «Жить вопреки». Презентация альбома состоялась в клубе «Arena Moscow» 1 и 2 апреля 2011 года. Альбом записывали в России, а сводили в Финляндии.
1 декабря 2012 года в «Crocus City Hall» состоялся концерт, посвящённый десятилетию группы, на который были приглашены С. Терентьев и С. Маврин. За этот концерт по итогам «Чартовой дюжины» 2013 года группа «Кипелов» победила в номинации «Лучший концерт года».
7 апреля 2013 года состоялась предварительная презентация нового сингла «Отражение». В сингл вошли композиции: «Сальери и его Отражение», «Ария Надира», «Я свободен», «Мертвая зона».
В 2014 принял участие в презентации альбома группы «Артерия» «2014», проходившей 29 мая в клубе «Театр». В его исполнении прозвучали песни «Потерянный рай», «Дьявольский зной» и «Грязь». В этом же году на открытии стадиона ФК «Спартак», показанном в прямом эфире по Первому каналу, спел гимн «Спартака» — «Пусть бог хранит тебя, Спартак».
В 2015 году, к 70-летию Победы в Великой Отечественной войне, вышел сингл «Непокорённый», посвящённый непокорённым жителям блокадного Ленинграда. Релиз состоялся 20 октября 2015 года.
4 мая 2016 года Кипелову и группе «Кипелов» за создание песни и видеоклипа «Непокорённый», посвящённых мужеству героических защитников Ленинграда Сергеем Мироновым была вручена Всероссийская премия «Золотой венец Победы»
9 июля 2017 года Кипелов принял участие на выборах в качестве кандидата на должность президента фестиваля «Нашествие». По данным руководителя ЦИК Эллы Памфиловой, Кипелов занял 3-е место с результатом 15,16 % голосов, уступив только Сергею Шнурову и с незначительным перевесом Юрию Шевчуку.
29 сентября 2017 года группа представила свой третий альбом «Звёзды и Кресты», который вышел на лейбле «Navigator Records».
20 октября 2018 года Кипелов выступил на юбилейном концерте посвящённом 20-летию группы «Маврин», состоявшимся в московском клубе «Театръ». Певец исполнил две песни сольно: «Castlevania», «Герой асфальта» и в завершении концерта, композицию «Дай руку мне» совместно с другими вокалистами.
В ноябре этого же года группа «Кипелов» приступила к съёмкам видеоклипа на композицию «Жажда невозможного» из последнего альбома. Съемочный процесс происходил в готическом особняке Кельха в Санкт-Петербурге. Режиссёром клипа выступил Олег Гусев, а оператором Сергей Дубровский. Премьера видеоклипа состоялась 1 февраля 2019 года на Youtube канале группы.
Осень 2019 года ознаменовалась для группы «Кипелов» стартом масштабного тура с Симфоническим оркестром. Для этих целей знаменитым российским композитором Кириллом Уманским были написаны партитуры к 20-ти музыкальным композициям коллектива. Тур прошёл по крупнейшим городам России включая Москву, где группа дала сразу два аншлаговых концерта 07 декабря 2019 и 13 марта 2020. Московские концерты проходили на площадке Crocus City Hall, где по итогам второй концертной даты был снят ДВД, вышедший на лейбле Moroz Records 25 сентября 2020 года. Выход диска предварялся всероссийским показом концерта в сетях кинотеатров «Киномакс» и «КАРО».
В сентябре 2021 года группа Кипелов объявила о выходе нового мини-альбома. ЕР, получивший название «Часы судного дня» и вышедший на лейбле Moroz Records 8 октября 2021, включил в себя 4 композиции: 3 новых и один кавер на песню «Scream of a butterfly» австрийской группы Supermax.

## Личная жизнь

### Семья
Отец — Александр Семёнович Кипелов (15 августа 1931 — 22 сентября 2015), мать — Екатерина Ивановна Кипелова (5 декабря 1927 — 17 августа 2016). Певец рассказывал, что во время Великой Отечественной войны один из его дедов пропал без вести под Клином, а другой погиб под Великим Новгородом.
Кипелов женат с 12 мая 1978 года на Галине Петровне Кипеловой (род. 9 мая 1960). Они познакомились, проживая в одном посёлке на окраине Москвы. В семье два ребёнка: Жанна (род. 2 августа 1980) и Александр (род. 16 марта 1989), также есть внучки: Анастасия Владимировна Комарова (род. 14 августа 2001) и София Александровна Кипелова (род. 30 апреля 2009). Дети Кипелова также занимаются музыкой: Жанна — дирижированием, Александр окончил Гнесинское училище по классу виолончели и Московскую государственную консерваторию имени П. И. Чайковского на кафедре виолончели и контрабаса.

### Религиозные убеждения
Кипелов — православный христианин, крещёный. В одном интервью сказал: «Я считаю себя православным человеком. Я не так часто бываю в храмах, поскольку там бывают люди „воцерковленные“, те, которые соблюдают все посты, каноны, которые поднялись на другую ступень. Я ещё не поднялся на эту ступень. По мере возможности я стараюсь соблюдать все заповеди, которые оставил нам наш Спаситель — не обманывать своих близких, не грешить, не предавать, иногда не получается, но я с этим борюсь постоянно, работаю над собой. Я с уважением отношусь к православной церкви. Бог есть любовь! Мы поем о любви, не так, как популярные исполнители, а другими словами, и с любовью относимся к нашим поклонникам».
Всем представителям русской нации Кипелов посоветовал брать пример с восточных народов: «Нам надо научиться у мусульман защищать свою веру, отстаивать свои интересы и защищать свой образ жизни. <…> То, что осталось у русских, — это вера, на которую в последнее время нападают, и если её сейчас уберут из-под наших ног, то этот канат рухнет к чертовой матери».
Христианские взгляды оказали влияние и на творчество Кипелова: в последние годы своего пребывания в «Арии» он отказался исполнять на концертах песню «Антихрист». По его словам, мало кто уловил суть песни (сложные взаимоотношения Антихриста и Христа), и на концертах зрители в основном скандировали строчку «Имя мне — Антихрист, знак мой — цифра 666». Из-за этого Кипелову стало неприятно её петь. Также после концертов случались разные неприятности, которые, по мнению Кипелова, связаны с исполнением «Антихриста».

### Общественная позиция
Кипелов неоднократно выступал с поддержкой политики Владимира Путина.
Негативно отзывался о протестном оппозиционном движении в России начала 2010-х годов: «…те люди, которые называют себя внесистемной оппозицией, они просто раскачивают лодку. Я считаю, что нет ничего позитивного и конструктивного в их митингах и речах. Да, выходят, несогласные с выборами и подтасовками, но это бывает, наверное, в каждой стране. Но зачем провоцировать других людей, устраивать драки с ОМОНом».
Поддержал аннексию Крыма Россией: «Я понимаю, что сейчас многие по этому поводу высказывались (тот же Макаревич заявил, что мы, дескать, не прошли проверку на вшивость). А вот мне интересно, почему в своё время украинцы не очень-то упирались, когда вдруг на их голову свалился Крым? Я понимаю, что это было сделано Хрущёвым, который искал поддержки на Украине в борьбе со своей внутренней оппозицией. Надо было дать украинцам такой кусок, чтобы их как-то задобрить. Да и сам Хрущёв тоже выходец оттуда. Почему-то в то время никто по этому поводу копий не ломал! <…> Мне очень понравилось выступление Путина, который сказал, что Крым для всех и, единственное, что он никогда не будет бандеровским. Здесь я его поддерживаю на все 100 %».
Негативно относится к аудиопиратству. Критиковал слово «победобесие», употребляемое по отношению к празднику 9 мая — «День Победы».
Возразил Юрию Шевчуку на его слова о том, что «Родина — это не задница президента»: по словам Кипелова, «Для меня родина — это Юрий Гагарин, это знамя победы, великий хоккеист Валерий Харламов, это Чехов, это Чайковский. Это мои близкие, мои дети, мои внуки — это все моя родина. […] Победа будет за нами».
В 2022 году поддержал вторжение России на Украину, в июле выступил в госпитале перед военнослужащими Росгвардии, ранеными во время вторжения. 7 января 2023 года, за публичную поддержку войны, был внесён в санкционный список Украины.
Отрицает употребление каких-либо «горячительных напитков» после 1995 года. Долгое время курил, но окончательно перестал в 2011 году.

### Музыкальные предпочтения
Музыкальные предпочтения Кипелова — хард-рок 1970-х: Nazareth, Black Sabbath, Slade, Led Zeppelin. Любимый вокалист — Оззи Осборн. Одна из любимых групп — Judas Priest. Одна из любимых песен — Have You Ever Seen the Rain? группы Creedence Clearwater Revival. Кипелов также признавался, что ему нравятся некоторые альтернативные группы: Muse, Nickelback, Evanescence. Также любит народные песни и русские романсы, в частности «Ой, то не вечер», «Чёрный ворон» и «Не для меня придет весна». В детстве много слушал Сергея Лемешева и Лидию Русланову. Увлекается творчеством Е. В. Смольяниновой и Ж. В. Бичевской.

### Хобби
Любит футбол, болеет за московский «Спартак». Является исполнителем двух гимнов этого клуба — «Спартак — Чемпион!» (2009, слова и музыка — Евгений Хавтан) и «Пусть Бог хранит тебя, Спартак» (2010, музыка — Виктор Дробыш, слова — Роман Емельянов).

## Дискография
Перечисленные в списке концертные альбомы также выходили в видеоформе.

### Группа «Ария»
Кипелов принял участие во всех релизах группы «Ария» с момента её основания в 1985 году и до своего ухода из группы в 2002 году. После принимал гостевое участие в некоторых концертных альбомах, а ранее записанные с вокалом Кипелова песни издавались на сборниках группы.
| Студийные альбомы - 1985 — Мания величия - 1986 — С кем ты? - 1988 — Герой асфальта - 1990 — Игра с огнём - 1991 — Кровь за кровь - 1995 — Ночь короче дня - 1998 — Генератор зла - 2001 — Химера | Концертные альбомы - 1996 — Сделано в России (видео, 1998) - 2003 — В поисках новой жертвы (записан до ухода из группы) - 2008 — Герой асфальта XX лет (Диск 2) - 2016 — 30 лет! Юбилейный концерт (Диск 2) |

### Совместный альбом с Сергеем Мавриным
- 1997 — Кипелов и Маврин: Смутное время

### Группа «Кипелов»
Кипелов принял участие в записи всех релизов возглавляемой им одноимённой группы с момента её основания в 2002 году.
Студийные альбомы
- 2005 — Реки времён
- 2011 — Жить вопреки
- 2017 — Звёзды и кресты

### Другие исполнители
Студийные альбомы
- 1992 — Иисус Христос — суперзвезда (русскоязычная версия, роль Симона Зилота)
- 1992 — Мастер: Talk of the Devil (только бэк-вокал)
- 1994 — Adolf Castle: Really Crazy Germans (бэк-вокал в песне Heart Of The Spring)
- 2003 — СерьГа: Я такой, как все (только песня Чужой)
- 2007 — Margenta: Династия посвящённых (только песня Никто)

Синглы
- 2006 — Чёрный Обелиск: Когда-нибудь (только песня Когда-нибудь)

Концертные альбомы
- 2008 — Мастер: XX лет (Диск 2)
- 2019 — Маврин: XX лет[57]
- 2021 — Артерия: Znaki live — композиции «Потерянный рай» и «Грязь»[58]

Сборники / Компиляции
- 1988 — Рок-панорама-87 (Диск 3)[59](трек Ария — Без тебя)
- 2019 — Легенды русского рока (Диск: Кипелов)

## Видеография
- 2020 — сольный клип (а капелла): Не для меня[60]

### На телевидении
- 1989 — фестиваль «Ступень к Парнасу»: «Ария — Раскачаем этот мир, Искушение»[61]
- 1995 — Пятый канал, Живьём с Максом, выпуск: Кипелов, Маврин, Матвеев — Назад в будущее
- 1996 — ТВ-6, программа Акулы пера, выпуск: «Ария»[62]
- 1996 — РТР, Программа «А»: «Ария — Концерт на Шаболовке»[63]
- 20 января 2018 — Первый канал, ток-шоу «Сегодня вечером», выпуск «ВИА эпохи СССР»[64]
- 09 декабря 2018 — РЕН ТВ, телеверсия юбилейного концерта в Москве, состоявшегося в московском клубе «Stadium Live» 01.12.18[65]
- 14 сентября 2019 — ОТР, музыкальная телепрограмма «Звук», трансляция концерта группы «Кипелов», который состоялся в московском клубе «Stadium Live» 24.10.2017[66]
- 24 апреля 2020 — НТВ, музыкальная телепрограмма «Квартирник у Маргулиса»[67] (повтор 1 августа 2020)
- 17 июля 2021 — ОТР, программа «Календарь», сюжет ко дню рождения Кипелова[68]
- 16 октября 2021 — KerchNet, репортаж о концерте группы «Кипелов» в Керчи[69]
- 05 ноября 2021 — Первый канал, развлекательное шоу «Вечерний Ургант», выпуск #1553[70]

### На Ютубе
- 02 сентября 2007 — Интервью создателям фильма «Русский рок»[71]
- 13 апреля 2017 — Интервью для канала Cyber Snake TV[72]
- 30 апреля 2017 — Кипелов в авторской передаче «Школа здорового голоса Екатерины Осипенко»[73]
- 05 октября 2018 — Интервью для канала БНК[74]
- 26 сентября 2020 — Интервью для канала Dr.Head. Кипелов о новой пластинке, уходе из Арии и мониторинге на сцене[75]

### Песни в фильмах
- 1987 — Видеть, мыслить, действовать… (песня Дай руку мне)
- 1988 — Дорогая Елена Сергеевна (песня Тореро)
- 1988 — На окраине, где-то в городе (песня Герой асфальта)
- 1997 — Ментос — свежее решение (рекламный ролик, песня Свежесть жизни)
- 2007 — Бегущая по волнам (песня Талисман)
- 2013 — Восьмидесятые (сериал, серия 36, песни: Улица Роз; Герой асфальта)
- 2013 — Географ глобус пропил (фильм, песня: Я свободен)
- 2015 — Закон каменных джунглей (песня Воля и разум)

## Список написанных песен
Список песен, написанных при участии Валерия Кипелова:
| №  | Год  | Название песни           | Авторы музыки                                   | Группа               | Альбом/Сингл     | Авторы текста          |
| -- | ---- | ------------------------ | ----------------------------------------------- | -------------------- | ---------------- | ---------------------- |
| 1  | 1985 | Мечты                    | В. Кипелов                                      | Ария                 | Мания величия    | А. Елин                |
| 2  | 1986 | Без тебя                 | В. Кипелов, А. Большаков                        | Ария                 | С кем ты?        | М. Пушкина             |
| 3  | 1987 | Мёртвая зона             | В. Кипелов                                      | Ария                 | Герой асфальта   | М. Пушкина             |
| 4  | 1991 | Всё, что было            | В. Дубинин, В. Кипелов                          | Ария                 | Кровь за кровь   | М. Пушкина             |
| 5  | 1991 | Следуй за мной!          | В. Кипелов                                      | Ария                 | Кровь за кровь   | М. Пушкина             |
| 6  | 1995 | Возьми моё сердце        | В. Кипелов, С. Маврин, В. Дубинин, В. Холстинин | Ария                 | Ночь короче дня  | М. Пушкина             |
| 7  | 1995 | Зверь                    | В. Дубинин, В. Холстинин, В. Кипелов            | Ария                 | Ночь короче дня  | М. Пушкина             |
| 8  | 1997 | Путь наверх              | В. Кипелов                                      | В. Кипелов/С. Маврин | Смутное время    | М. Пушкина             |
| 9  | 1997 | Выпьем ещё               | В. Кипелов, С. Маврин, А. Беркут                | В. Кипелов/С. Маврин | Смутное время    | М. Пушкина             |
| 10 | 1997 | Вот и все дела!          | В. Кипелов, С. Маврин                           | В. Кипелов/С. Маврин | Смутное время    | М. Пушкина/В. Кипелов  |
| 11 | 1997 | Я свободен!              | В. Кипелов                                      | В. Кипелов/С. Маврин | Смутное время    | М. Пушкина/В. Кипелов  |
| 12 | 1997 | Смутное время            | В. Кипелов                                      | В. Кипелов/С. Маврин | Смутное время    | М. Пушкина             |
| 13 | 1997 | Ночь в июле              | В. Кипелов                                      | В. Кипелов/С. Маврин | Смутное время    | М. Пушкина             |
| 14 | 1997 | Будем жить, Мать Россия! | В. Кипелов, С. Маврин                           | В. Кипелов/С. Маврин | Смутное время    | М. Пушкина/В. Кипелов  |
| 15 | 1998 | Грязь                    | С. Терентьев, В. Кипелов                        | Ария                 | Генератор зла    | М. Пушкина             |
| 16 | 1998 | Закат                    | В. Кипелов                                      | Ария                 | Генератор зла    | М. Пушкина             |
| 17 | 2001 | Химера                   | В. Холстинин, В. Кипелов , В. Дубинин           | Ария                 | Химера           | А. Елин                |
| 18 | 2001 | Путь в никуда            | В. Кипелов                                      | Ария                 | Химера           | М. Пушкина/В. Кипелов  |
| 19 | 2004 | Вавилон                  | В. Кипелов                                      | Кипелов              | Вавилон          | М. Пушкина/В. Кипелов  |
| 20 | 2005 | Дыханье тьмы             | В. Кипелов                                      | Кипелов              | Реки времён      | М. Пушкина/В. Кипелов  |
| 21 | 2005 | Не сейчас                | В. Кипелов                                      | Кипелов              | Реки времён      | М. Пушкина/В. Кипелов  |
| 22 | 2005 | Я здесь                  | В. Кипелов                                      | Кипелов              | Реки времён      | М. Пушкина/В. Кипелов  |
| 23 | 2005 | Призрачный взвод         | А. Голованов, В. Кипелов                        | Кипелов              | Реки времён      | М. Пушкина             |
| 24 | 2009 | На грани                 | В. Кипелов                                      | Кипелов              | На грани         | М. Пушкина/В. Кипелов  |
| 25 | 2011 | Жить вопреки             | А. Харьков, В. Кипелов                          | Кипелов              | Жить вопреки     | М. Пушкина/В. Кипелов  |
| 26 | 2011 | Власть огня              | В. Кипелов                                      | Кипелов              | Жить вопреки     | М. Пушкина/В. Кипелов  |
| 27 | 2011 | Гламурная птица          | В. Кипелов                                      | Кипелов              | Жить вопреки     | М. Пушкина/В. Кипелов  |
| 28 | 2011 | Безумие                  | А. Голованов, В. Кипелов                        | Кипелов              | Жить вопреки     | М. Пушкина             |
| 29 | 2011 | Чёрная звезда            | В. Молчанов, В. Кипелов                         | Кипелов              | Жить вопреки     | М. Пушкина/В. Кипелов  |
| 30 | 2011 | Ещё повоюем              | В. Молчанов, В. Кипелов                         | Кипелов              | Жить вопреки     | М. Пушкина/В. Кипелов  |
| 31 | 2011 | Дыхание последней любви  | А. Голованов, В. Кипелов                        | Кипелов              | Жить вопреки     | М. Пушкина             |
| 32 | 2011 | На крутом берегу         | В. Молчанов, В. Кипелов                         | Кипелов              | Жить вопреки     | М. Пушкина/В. Кипелов  |
| 33 | 2015 | Непокорённый             | В. Кипелов                                      | Кипелов              | Непокорённый     | М. Пушкина/В. Кипелов  |
| 34 | 2017 | Звёзды и Кресты          | В. Кипелов                                      | Кипелов              | Звёзды и Кресты  | М. Пушкина             |
| 35 | 2017 | Дама Пик                 | В. Кипелов, А. Голованов                        | Кипелов              | Звёзды и Кресты  | М. Пушкина, В. Кипелов |
| 36 | 2017 | Ледяной дождь            | В. Молчанов                                     | Кипелов              | Звёзды и Кресты  | М. Пушкина, В. Кипелов |
| 37 | 2017 | Выше                     | В. Кипелов, А. Голованов, А. Манякин            | Кипелов              | Звёзды и Кресты  | М. Пушкина, В. Кипелов |
| 38 | 2017 | Жажда невозможного       | В. Кипелов, А. Кипелов                          | Кипелов              | Звёзды и Кресты  | М. Пушкина             |
| 39 | 2017 | Косово поле              | В. Кипелов                                      | Кипелов              | Звёзды и Кресты  | М. Пушкина             |
| 40 | 2021 | Огненная дуга            | В. Кипелов                                      | Кипелов              | Часы Судного дня | М. Пушкина             |
| 41 | 2021 | Часы Судного дня         | В. Кипелов                                      | Кипелов              | Часы Судного дня | М. Пушкина, В. Кипелов |
| 42 | 2024 | Ночь в душе твоей        | А. Манякин, А. Голованов                        | Кипелов              | Весы судьбы      | М. Пушкина, В. Кипелов |
| 43 | 2024 | Твой путь                | В. Молчанов                                     | Кипелов              | Весы судьбы      | В. Кипелов, В. Шумейко |
| 44 | 2024 | Хранитель света          | В. Кипелов                                      | Кипелов              | Весы судьбы      | М. Пушкина             |

## Награды
- Заслуженный артист Российской Федерации (24 мая 2023 года) — «За вклад в развитие отечественной культуры и искусства, многолетнюю плодотворную деятельность»[77].
- Премия Министерства обороны Российской Федерации в области культуры и искусства за 2023 год — за проект "Культбригада «С песней к Победе!»[1]

| Год  | Премия                         | Номинация                                                                                               | Результат |
| ---- | ------------------------------ | --- | --------- |
| 1987 | «ZD Awards»                    | «Лучший певец»                                                                                          | Номинация |
| 2004 | «MTV Russia Music Awards 2004» | «Лучший певец»                                                                                          | Номинация |
| 2007 | «Rock Alternative Music Prize» | «Отцы рока»                                                                                             | Победа    |
| 2008 | «Чартова дюжина-2008»          | «Солист года»                                                                                           | Номинация |
| 2010 | «Русский топ-2010»             | «Лучший певец»                                                                                          | Номинация |
| 2012 | «Чартова дюжина-2012»          | «Солист года»                                                                                           | Победа    |
| 2012 | «Русский топ-2011»             | «Лучший певец»                                                                                          | Победа    |
| 2013 | «Чартова дюжина-2013»          | «Солист года»                                                                                           | Номинация |
| 2013 | «Русский топ-2012»             | «Лучший певец»                                                                                          | Победа    |
| 2014 | «Русский топ-2013»             | «Лучший певец»                                                                                          | Номинация |
| 2015 | «Русский топ-2014»             | «Лучший певец»                                                                                          | Номинация |
| 2016 | «Золотой венец Победы»         | «За создание песни и видеоклипа „Непокоренный“, посвящённых мужеству героических защитников Ленинграда» | Победа    |
| 2018 | «Чартова дюжина-2018»          | «Солист года»                                                                                           | Номинация |
| 2020 | «Чартова дюжина-2020»          | «Солист года»                                                                                           | Победа    |